# Măgoaja
Măgoaja – wieś w Rumunii, w okręgu Kluż, w gminie Chiuiești. W 2011 roku liczyła 401 mieszkańców.